# Wielka Krokiew

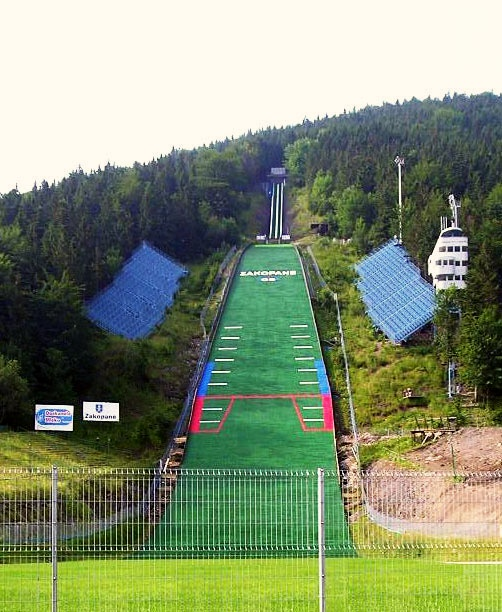
Můstek Wielka Krokiew v létě

Wielka Krokiew je můstek určený pro skoky na lyžích nacházející se v polském středisku Zakopane. Každoročně se zde od sezóny 01/02 pořádají závody světového poháru.
Můstek byl otevřen již v roce 1925, v letech 1929, 1939 a 1962 pořádal soutěž ve skocích na lyžích, která tvořila a tvoří součást mistrovství světa v severském lyžování, v roce 2001 se zde pořádala univerziáda. Od roku 2001, kdy zaznamenal obrovské úspěchy polský skokan Adam Małysz, řadí se závody na zdejším můstku mezi nejvíce navštěvované.
Konstrukční bod můstku činí 120 m, hill size 134 m. Rekord můstku 147,0 m drží japonský skokan Yukiya Sato.